# Thaining

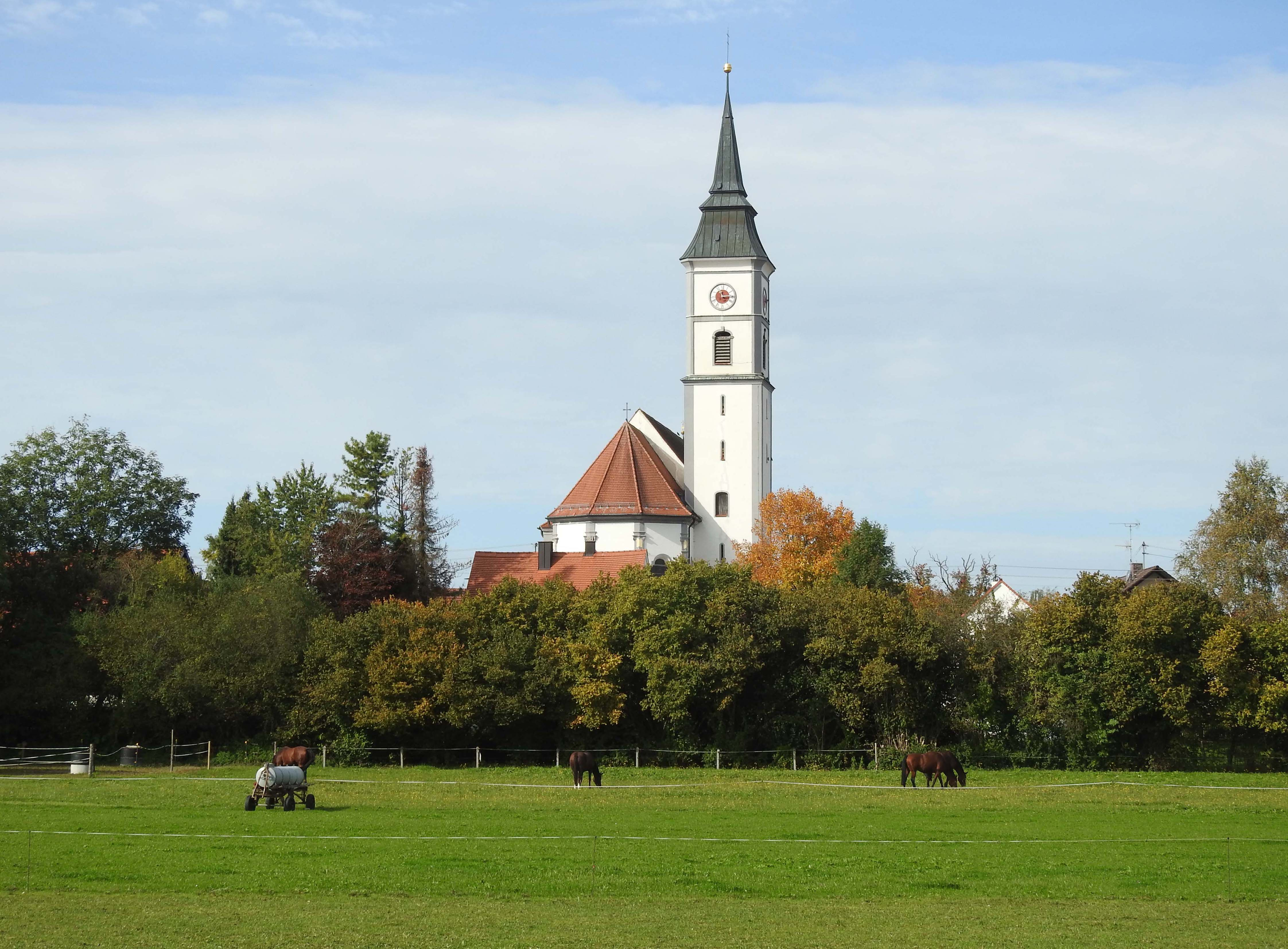
Pfarrkirche St. Martin von Osten

Thaining ist eine Gemeinde im oberbayerischen Landkreis Landsberg am Lech. Die Gemeinde ist Mitglied der Verwaltungsgemeinschaft Reichling.

## Geografie
Thaining liegt in der Region München, etwa 15 Kilometer westlich des Ammersees.
Es existiert nur die Gemarkung Thaining. Außer dem Pfarrdorf Thaining gibt es keine weiteren Gemeindeteile. Der Weiler Ziegelstadel ist kein amtlich benannter Gemeindeteil.
Der niedrigste Punkt der Gemeinde befindet sich auf 655 m ü. NHN am Hauser Bach, der Höchste mit 718 m ü. NHN nördlich der Bergkapelle.

## Geschichte
Erstmals erwähnt wird Thaining 1083 in einer Schenkungsurkunde an das Kloster Habach.
Ab dem 11. Jahrhundert wird mit den Herren von Taningen ein Ortsadel erwähnt, diese stellen unter anderem einen Abt von Wessobrunn, einen Landrichter von Landsberg und einen Seerichter von Dießen. Die auf der Ödenburg ansässige Familie starb schließlich Anfang des 16. Jahrhunderts aus.
Zu den Grundherren gehörten nach dem Aussterben des Ortsadels das Hl. Geist Spital Landsberg, der kurfürstliche Lehenshof, die Pfarrkirche St. Martin, die Klöster Dießen und Wessobrunn, die Kirchen Hechenwang und St. Wolfgang, die Gemeinde Thaining, das Jesuitenkolleg Landsberg, das kurfürstliche Kastenamt Landsberg, die Hofmark Igling, der Wirtstafern Thaining, die Kirche Sandau, sowie das Spital Weilheim.
Thaining gehörte zum Rentamt München und zum Landgericht Landsberg des Kurfürstentums Bayern.

## Einwohnerentwicklung
- Zwischen 1988 und 2019 wuchs die Gemeinde von 837 auf 1044 um 207 Einwohner bzw. um 24,7 %.

| Jahr      | 1970 | 1987 | 1991 | 1995 | 2000 | 2005 | 2010 | 2015 | 2018 | 2019 |
| --------- | ---- | ---- | ---- | ---- | ---- | ---- | ---- | ---- | ---- | ---- |
| Einwohner | 629  | 846  | 890  | 897  | 892  | 918  | 911  | 972  | 1047 | 1044 |

## Politik

### Gemeinderat
Zur Gemeinderatswahl 2020 trat ausschließlich die Liste Dorfgemeinschaft Thaining an, die bei einer Wahlbeteiligung von 67,5 % alle zwölf Sitze erhielt.

### Bürgermeister
Erster Bürgermeister ist seit dem 1. Mai 2008 Leonhard Stork.

### Wappen
|  | Blasonierung: „In Silber über grünem Dreiberg schwebend ein schwarzes Mühlrad.“ |
|  |                                                                                 |

## Bau- und Bodendenkmäler
- Katholische Pfarrkirche St. Martin
- Filialkirche St. Wolfgang
- Pfarrhaus

## Wirtschaft und Infrastruktur

### Wirtschaft einschließlich Land- und Forstwirtschaft
2018 gab es in der Gemeinde 113 sozialversicherungspflichtige Arbeitsplätze. Von der Wohnbevölkerung standen 406 Personen in einem versicherungspflichtigen Beschäftigungsverhältnis. Damit war die Zahl der Auspendler um 293 Personen höher als die der Einpendler. 10 Einwohner waren arbeitslos. Die 10 landwirtschaftlichen Betriebe bewirtschafteten insgesamt eine Fläche von 468 Hektar (Stand 2016).

### Bildung

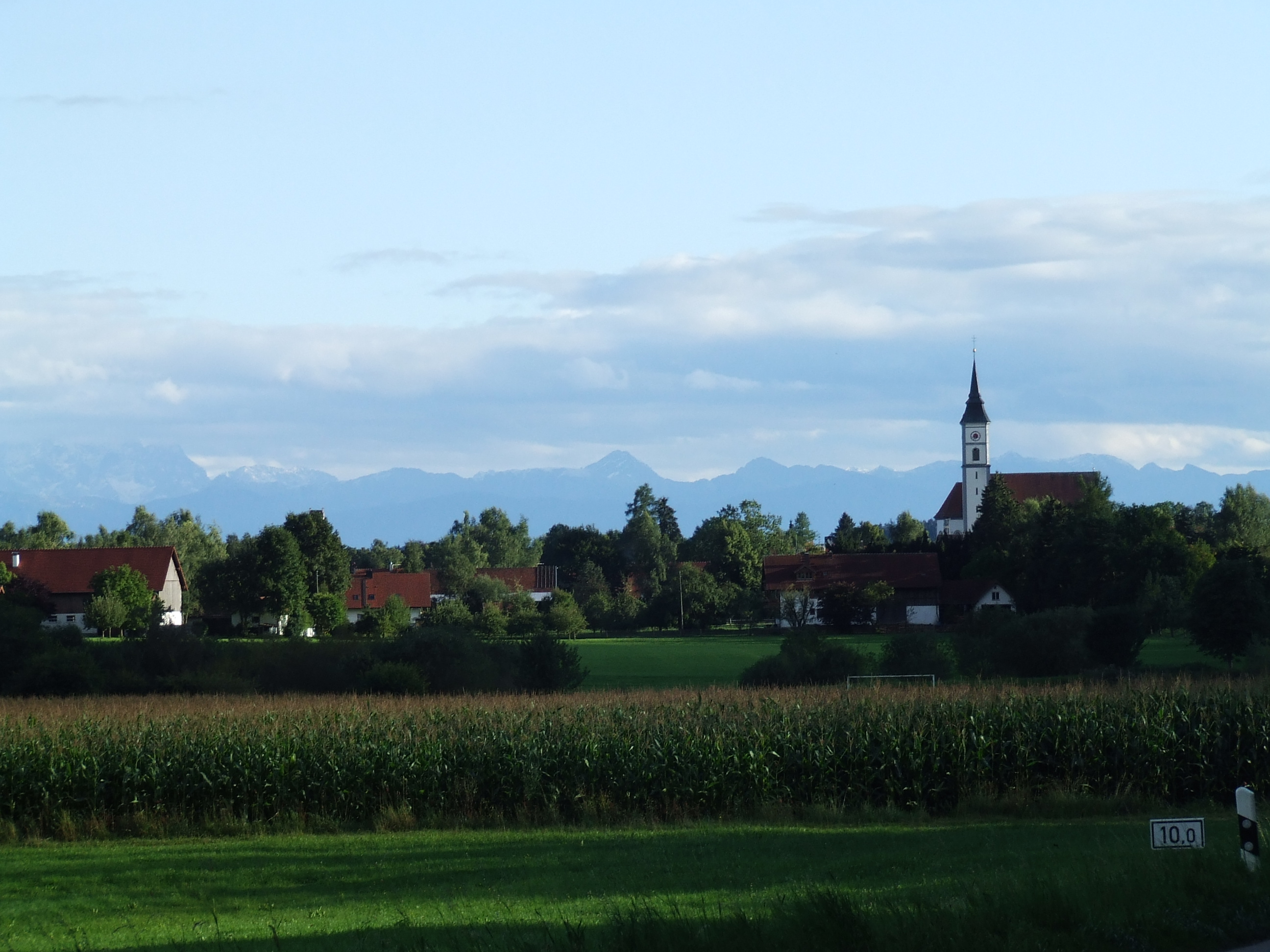
Thaining

Es gibt eine Kindertagesstätte mit 50 Plätzen und 52 betreuten Kindern (Stand: 1. März 2019).

## Persönlichkeiten
- Hugo Sperrle (1885–1953), Generalfeldmarschall der Luftwaffe, während des Zweiten Weltkrieges Oberbefehlshaber der Luftflotte 3; lebte nach Kriegsende in Thaining
- Xaver Hirschauer (1888–1969), in Thaining geborener Politiker (Bayerischer Bauernbund) und Mitglied des Bayerischen Landtags
- Carolina Hoffmann (* 1992), in Thaining geborene Schauspielerin